# Frederick B. Carter Jr. House
La Frederick B. Carter Jr. House è una residenza storica situata al 1024 Judson Street a Evanston, nella contea di Cook, Illinois, negli Stati Uniti. Progettata dall'architetto Walter Burley Griffin nel 1910, la casa rappresenta un significativo esempio di architettura della Prairie School, influenzata dall'estetica di Frank Lloyd Wright. È stata inclusa nel National Register of Historic Places nel 1974, evidenziando la sua rilevanza storica e architettonica.

## Storia
La casa fu commissionata da Frederick B. Carter Jr. e costruita tra il 1909 e il 1910. Walter Burley Griffin, formatosi nello studio di Frank Lloyd Wright a Oak Park, progettò l'abitazione durante la sua fase iniziale di carriera indipendente. Griffin, che ha progettato oltre 130 edifici negli Stati Uniti prima di trasferirsi in Australia, combinò elementi della Prairie School con influenze del Revival Tudor, come il timpano frontale e le decorazioni a mezza-timberatura.
La casa riflette l'approccio distintivo di Griffin, che differisce da Wright per l'uso di masse più pesanti, simmetrie marcate e spazi interni su più livelli. Dopo il completamento, Griffin sviluppò una carriera internazionale, progettando la città di Canberra, capitale dell'Australia, e successivamente lavorando in India, dove morì nel 1937.

## Architettura
La Frederick B. Carter Jr. House incarna un mix di stili architettonici. Gli elementi principali includono:
- Stile Prairie School: Linee orizzontali marcate, sporgenze dei tetti e connessioni fluide con il paesaggio circostante[1].
- Dettagli Tudor Revival: Gable frontale decorato con timberatura a vista[2].
- Materiali naturali: L'uso di legno di quercia e mattoni, tipici dell'architettura artigianale dell'epoca[3].

L'interno presenta pavimenti in legno di quercia rifiniti, cornici in legno massiccio e dettagli originali come il camino in mattoni con base e mensola in cemento. La sala da pranzo è caratterizzata da credenze integrate e vetrate a riquadri multipli.

### Ristrutturazioni
Dal 2006, i proprietari hanno investito quasi 1 milione di dollari in migliorie, tra cui:
- Ristrutturazione della cucina e dei bagni in stile artigianale[3].
- Miglioramenti strutturali: Aggiunta di linee fognarie rialzate e sostituzione della pompa di drenaggio[3].
- Riqualificazione del paesaggio: Installazione di un pergolato con glicine, creazione di giardini maturi e un'area giochi per bambini[3].

La proprietà include anche una dependance con appartamento indipendente sopra il garage, completo di soggiorno, cucina e balcone con vista sul giardino.

## Riconoscimenti
La Frederick B. Carter Jr. House è considerata un'importante testimonianza del lavoro di Walter Burley Griffin e del movimento della Prairie School. Oltre al suo inserimento nel National Register of Historic Places, è stata oggetto di apprezzamento per i restauri accurati che hanno preservato la sua integrità storica e il suo fascino architettonico.